# Buffalo Creek Reservation

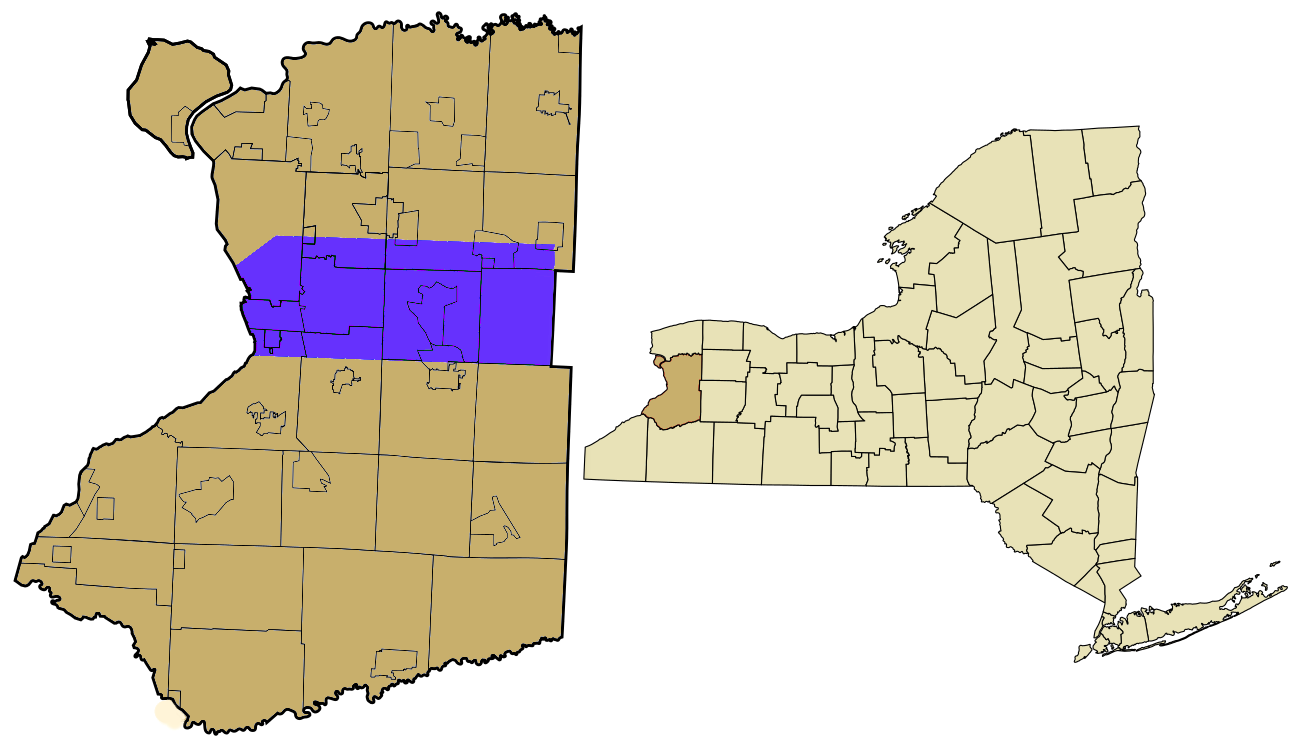
Lage der Buffalo Creek Reservation (blau) im heutigen Erie County; rechts der Bundesstaat New York

Die Buffalo Creek Reservation war ein Indianerreservat im Westen des US-Bundesstaates New York, das nach dem Amerikanischen Unabhängigkeitskrieg dem Volk der Seneca zugestanden wurde. Das 202 km² große Reservat lag am Buffalo Creek, einem Nebenfluss des Buffalo River, im Zentrum des heutigen Erie County, und bestand von 1797 bis 1838.
Zum Zeitpunkt seiner Entstehung umfasste das Reservat unter anderem einen Großteil des heutigen Stadtgebietes von Buffalo, den Süden der heutigen Stadt Cheektowaga sowie das Gebiet der heutigen Städte bzw. Ortschaften Lackawanna, West Seneca, East Seneca und Elma.

## Geschichte und Gegenwart

### Vorgeschichte

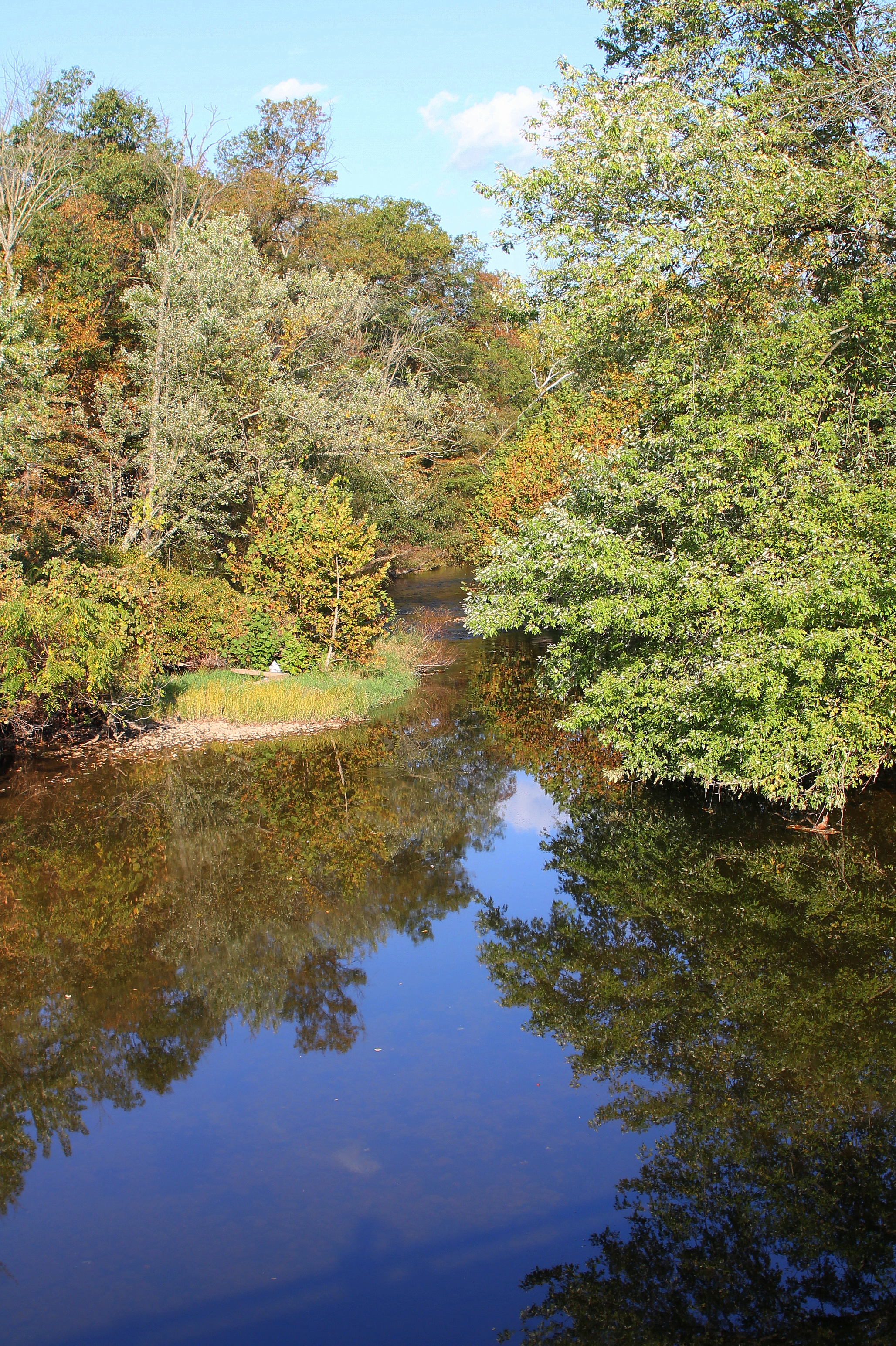
Der Buffalo Creek heute

Die Seneca waren in dieser Region spätestens seit den für sie siegreichen Biberkriegen im 17. Jahrhundert ansässig gewesen. Die Wenrohronon und die Neutralen, mit denen sie dort zunächst noch in einem gespannten Einvernehmen gelebt hatten, gingen in den sehr dominanten Seneca bald auf. Als haltbarer erwies sich das Einvernehmen mit den Briten, mit denen die Seneca wiederholt Verträge schlossen (1677 Covenant Chain, 1768 Vertrag von Fort Stanwix). Die amerikanischen Patrioten dagegen pflegten eine rassistische und anti-indianische Rhetorik, die die Seneca sehr gegen sie einnahm.
Im Amerikanischen Unabhängigkeitskrieg (1775–1783) waren die Seneca anfänglich um Neutralität bestrebt, kämpften von 1777 an (Schlacht von Oriskany) unter dem Mohawk Joseph Brant und ihrem eigenen Häuptling Cornplanter aber auf der Seite der Loyalisten bzw. Briten. Als die vom Oberbefehlshaber George Washington beauftragte Sullivan-Expedition in den Siedlungsgebieten der Seneca und anderer Nationen der Irokesenliga im Sommer 1779 eine Aktion der verbrannten Erde ausführte, bei der nicht nur die Dörfer, sondern auch die Maisfelder und Gärten zerstört wurden, flohen die hungernden Überlebenden zu Tausenden zum britischen Fort Niagara. Nach dem sehr harten Winter 1779/1780 zerstreuten sie sich; etwa 2.000 Seneca folgten ihrem Häuptling Sayenqueraghta (1707–1786) zum Buffalo Creek und begannen dort zu siedeln.
Der Westen des heutigen Bundesstaates New York, einschließlich des Landes am Buffalo Creek, unterstand als Indianerterritorium zunächst dem Commonwealth of Massachusetts, gelangte mit dem Phelps and Gorham Purchase (1788) aber in den Besitz der Politiker und Landspekulanten Oliver Phelps und Nathaniel Gorham. Diese trafen sogleich Vereinbarungen mit den regionalen Indianern (1. Vertrag von Buffalo Creek, 1788), gerieten 1791 mit ihren Teilzahlungen aber in Verzug, woraufhin Massachusetts ihnen die Rechte an dem Land wieder entzog. Noch im selben Jahr erwarb der sehr wohlhabende Robert Morris den Landstrich, behielt davon aber nur einen kleinen Teil und verkaufte 1792/1793 den größeren Teil, darunter auch die Region um den Buffalo Creek, an die Holland Land Company, ein Syndikat niederländischer Investoren; dieser Verkauf wird seitdem als „Holland Purchase“ bezeichnet.

### Gründung und Geschichte der Buffalo Creek Reservation
Die Verträge, die die Seneca und andere Nationen der Irokesenliga mit den siegreichen Amerikanern in den darauffolgenden Jahren schlossen, brachten den Indianern beträchtliche Gebietsverluste. Der letzte und folgenreichste Vertrag in dieser Reihe war der Vertrag von Big Tree (1797), der den Seneca neben der relativ großen Buffalo Creek Reservation nur vier kleinere Reservate ließ, nämlich die Cattaraugus Reservation, die Allegany Reservation, die Tonawanda Reservation und die Oil Springs Reservation. Hauptnutznießer dieses Vertrages war die Holland Land Company. Auch die Buffalo Creek Reservation verlor an Fläche, als die Seneca 1826 einen Teil ihres fruchtbaren Farmlandes an die Ogden Land Company verkauften; auf diesem Land ließen sich dann rund 1.000 deutsche Freikirchler nieder, die sich „Inspirierte“ bzw. „Ebenezer“ nannten.
1830 verabschiedete der US-Senat, unterstützt von Präsident Andrew Jackson, den Indian Removal Act, der darauf zielte, alle Indianer aus den Bundesstaaten östlich des Mississippi auszuweisen und in neu erworbenen Territorien im amerikanischen Westen anzusiedeln. Im Zuge dieser Vertreibungspolitik wurden die New Yorker Seneca 1838 zur Unterzeichnung des 2. Vertrages von Buffalo Creek genötigt, der sie verpflichtete, innerhalb von fünf Jahren ihr gesamtes Reservatland aufzugeben und entweder nach Wisconsin oder ins Indianer-Territorium (heute: Oklahoma) auszureisen. Weil die Ogden Land Company, in deren Interesse der Vertrag zustande gekommen war, anschließend nicht wie vereinbart das Land aller fünf Reservate, sondern nur die Buffalo Creek Reservation und die Tonawanda Reservation erwarb, wurde der Verkauf erneut verhandelt und in einem 3. Vertrag von Buffalo Creek im Jahre 1842 ein weiteres Mal geregelt. Auf der Grundlage dieses Vertrages konnten die Seneca die kleineren vier Reservate behalten, die Buffalo Creek Reservation blieb aber verloren.
Eine der bekanntesten Bewohnerinnen der Reservation war Mary Jemison (1742/1743–1833), die als Kind amerikanischer Siedler von den Seneca entführt wurde und ihr weiteres Leben als Seneca verbracht hat.

### Gegenwart

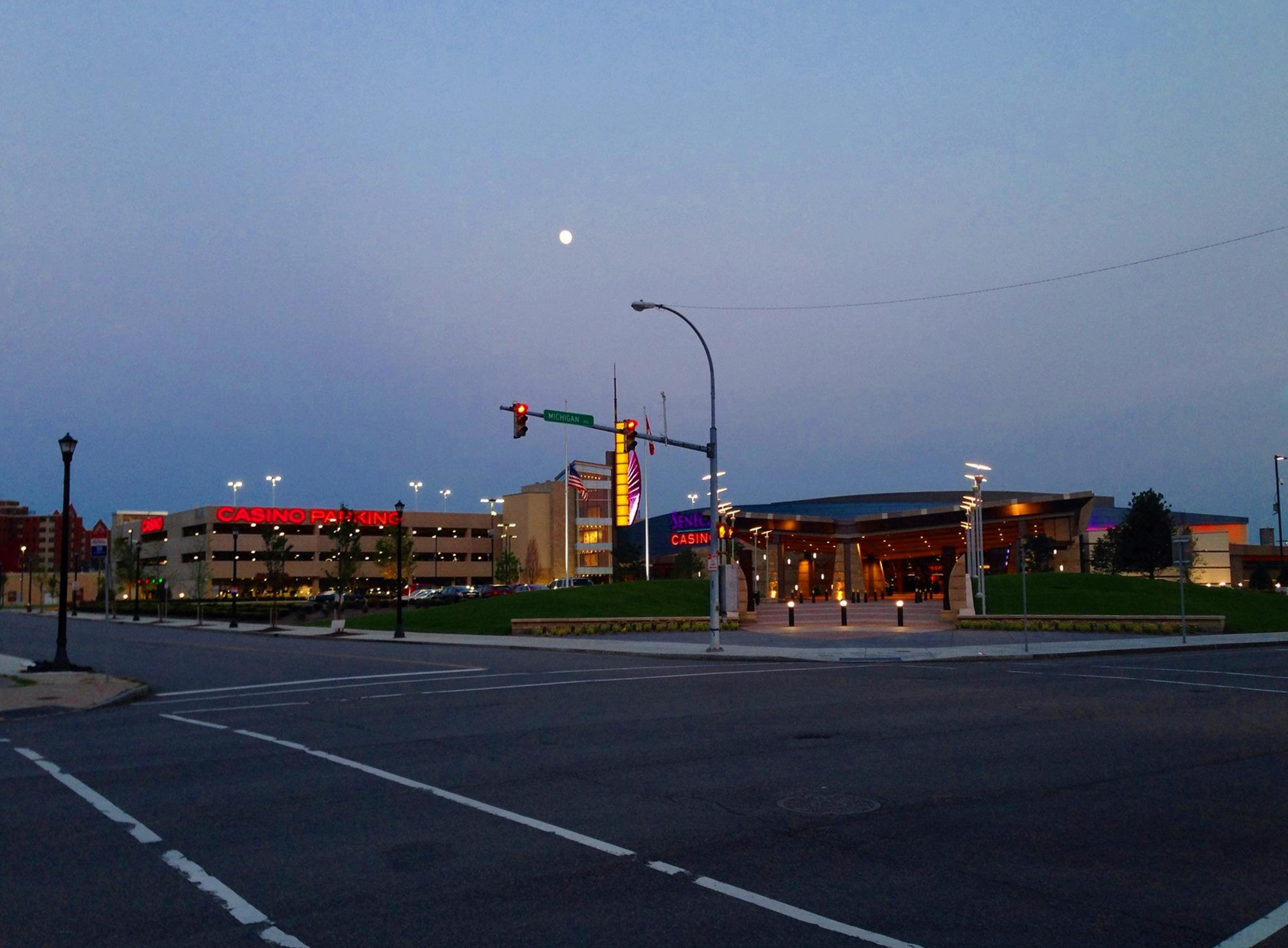
Das Seneca Buffalo Creek Casino

Im Jahre 2005 erwarben die Seneca von Carl Paladino, dem CEO der Ellicott Development Co., für knapp 3,75 Mio. US-Dollar ein Grundstück am Rande von Downtown Buffalo, auf einem Streifen Land, der bis 1838 zur Buffalo Creek Reservation gehört hatte. Sie errichteten dort ein Spielcasino, das 2007 in einem temporären und 2013 in einem ständigen Bau eröffnet wurde. Inhaber ist die Seneca Gaming Corporation, die ähnliche Einrichtungen auch in Niagara Falls und Salamanca betreibt.